# Flávio Ferreira da Silva Maroja
Flávio Ferreira da Silva Maroja (Pilar, 1 de setembro de 1864 - João Pessoa, 13 de fevereiro de 1940) foi um médico, político e intelectual brasileiro.
Flávio Maroja nasceu na Fazenda Chaves, zona rural de Pilar (Paraíba), onde na década seguinte seria fundado o distrito de Gurinhém, embrião do futuro município homônimo. Após estudos de primeiras letras em Pedras de Fogo, mudou-se para a capital, a fim de concluir a educação básica no Liceu Paraibano. Sua formação superior em Medicina foi iniciada na Faculdade da Bahia e concluída no Rio de Janeiro, em dezembro de 1888, na última turma graduada sob o Império. O título da tese aprovada plenamente foi "A talha hipogástrica poderá diminuir as indicações da litotrícia e das diferentes espécies de talhas perineais?"
Clinicou na Paraíba por um ano e retornou ao Rio de Janeiro, já proclamada a República, ocasião em que foi aprovado em concurso para Capitão Médico do Exército e destacado para um ano de serviços na cidade de Goiás, então, capital do Estado de mesmo nome, período depois do qual retornaria à Paraíba definitivamente.
Na política partidária, Flávio Maroja integrou a primeira constituinte paraibana da era republicana, em 1891, e foi eleito para outros dois mandatos na Assembleia Legislativa, na transição entre as décadas de 1910 e 1920. Durante o Governo Solon de Lucena, de 1920 a 1924, foi o 1.o Vice-Presidente da Paraíba, cargo que corresponde, atualmente, ao de Vice-governador.
Desde o começo do século XX, Flávio Maroja escreveu para imprensa paraibana, em órgãos como o jornal A União e a revista Era Nova, ao lado de José Américo de Almeida, José Lins do Rego, Carlos Dias Fernandes e de outros vultos intelectuais do Estado. As contribuições de Maroja variavam da poesia à crônica e textos opinativos sobre assuntos diversos, mas principalmente sobre higiene e educação sanitária, sua especialidade profissional.
Flávio Maroja foi um dos pioneiros da Medicina na Paraíba e engajou-se incessantemente na criação e na consolidação tanto de instituições assistenciais quanto daquelas vinculadas ao desenvolvimento das ciências médicas paraibanas. Dirigiu, por quase meio século, o Hospital Santa Isabel da Santa Casa da Misericórdia, atualmente municipalizado. Por meio de sua participação na fundação do Instituto Vacinogênico da Paraíba, foi um dos introdutores da vacina, como política pública de saúde, no Estado, bem como organizou e chefiou o Serviço de Propaganda e Educação Sanitária local. Fazia palestras educativas sobre higiene em escolas, em fábricas e na zona rural. Em parceria com o também médico Walfredo Guedes Pereira e com outros colaboradores, fundou o Instituto de Proteção e Assistência à Infância da Paraíba (IPAIP), em 1912, do qual foi o primeiro Presidente. Essa instituição tornou-se o atual Instituto Walfredo Guedes Pereira, ao qual está vinculado o Hospital São Vicente de Paulo.
No âmbito do fomento às ciências médicas paraibanas, fundou e foi o primeiro presidente da Sociedade de Medicina e Cirurgia da Paraíba. Em texto publicado na Revista do IHGP, por ocasião das homenagens a Flávio Maroja no ano de seu centenário, 1964, o Cônego Florentino Barbosa afirmou que a Faculdade de Medicina, Farmácia e Odontologia, embora fundada após a morte do homenageado, devia-lhe, em grande medida, a existência, visto que defendeu sua criação, muitas vezes, no âmbito dessa Sociedade.
Quando morreu, em 1940, aos 76 anos, Flávio Maroja era Presidente de honra do Instituto Histórico e Geográfico Paraibano (IHGP), instituição que marca a integração e o adensamento da historiografia especificamente paraibana. Do IHGP, Flávio Maroja foi fundador, primeiro Vice-Presidente, segundo Presidente e ainda Presidente por cerca de duas décadas ininterruptas, durante as quais sua liderança foi fundamental para que o Instituto não se dispersasse. Cego em decorrência de uma cirurgia bilateral de catarata mal recuperada, a Presidência de Honra, in perpetuo, foi o reconhecimento de seus pares pelo trabalho de décadas em favor do IHGP.
O falecimento de Flávio Maroja, em sua casa à Rua das Trincheiras, às 14h do dia 15 de fevereiro de 1940, uma quinta-feira, ensejou a suspensão do expediente nas repartições públicas estaduais em sinal de pesar. O sepultamento, às 10h do dia seguinte, foi precedido de grande concentração de pessoas de todas as classes sociais defronte à referida residência, segundo o jornal A União. O cortejo até o cemitério Senhor da Boa Sentença foi acompanhado por mais de 80 automóveis, um ônibus e inúmeras pessoas a pé. Acompanharam-no pessoalmente o Interventor Argemiro de Figueiredo, a cúpula militar e policial no Estado, o Secretariado estadual, o Prefeito da Capital, entre outras autoridades. Fizeram-se representar a Arquidiocese e todas as instituições às quais a biografia de Flávio Maroja se vinculara, entre outras. 
Em seu centenário, em 1964, a memória de sua autoridade, entendida como reconhecimento e respeito, ainda era viva e motivou comemorações e solenidades organizadas pelo Governo do Estado, pela Assembleia Legislativa, pela Câmara Municipal de João Pessoa, pelo Provedor da Santa Casa e do Hospital Santa Isabel, pelo IPAIP e pelo IHGP.